# Arabis parvula
Arabis parvula är en korsblommig växtart som beskrevs av Léon Dufour. Arabis parvula ingår i släktet travar, och familjen korsblommiga växter. Inga underarter finns listade i Catalogue of Life.